# Смирнова, Полина Алексеевна
Смирнова Полина Алексеевна  (род. 26 июня 2002 года, Первоуральск) — российская теннисистка, выступающая с 2012 года за сборную команду Российский Федерации. Чемпион и призёр Сурдлимпийских игр, Заслуженный Мастер Спорта. 2-х кратный победитель и Чемпионата Европы (2016), победитель Чемпионатов России по теннису (спорт глухих). Номер один в сборной России с 2014 года по н. в. В настоящее время является представительницей Краснодарского края, проживает в городе Сочи. В музее Спортивной славы города Сочи есть экспозиция спортсменки, где представлены: первая (детская) ракетка, победная туника чемпионки (цвет: красный, белый, размер S), медаль члена сурдлимпийской сборной Российской Федерации (10 на 10 см.), сертификат победителя. Студентка Сочинского института (филиал) "Российского Университета Дружбы Народов имени Патриса Лумумбы" .

## Награды и спортивные звания
```
Имеет 
Благодарность Президента Российской Федерации
 (май 2018 года) — за выдающийся вклад в повышение авторитета Российской Федерации и российского спорта на международном уровне и высокие спортивные достижения на XXIII Сурдлимпийских летних играх 2017 года.
```

```
Мастер Спорта России (приказ от 29.06.2022 № 76-нг)
[
2
]
```

```
Заслуженный Мастер Спорта РФ (от 21.12.2017 № 162-нг)
[
3
]
```

```
Первая и единственная Сурдлимпийская чемпионка города-курорта Сочи. В 2017 году стала самым молодым Заслуженным мастером спорта Кубани среди кубанских спортсменов
[
4
]
```

```
26 апреля 2025 года состоялось открытие Аллея Олимпийских чемпионов Кубани. На алее можно увидеть портрет и достижения Смирновой П.А
[
5
]
[
6
]
```

- С 2013 года входит в сборную команду России по спорту глухих (теннис)[7]
- С 2013 года входит в сборную команду Краснодарского края по спорту глухих (теннис)
- 9-кратная чемпионка во всех разрядах (одиночном, парном, смешанном) Первенства России по теннису среди глухих (2012–2016 гг.).
- 19-кратная чемпионка во всех разрядах (одиночном, парном, смешанном) Чемпионата России по теннису среди глухих (2014–2024 гг.)[8]
- 2-кратная чемпионка Первенства Европы по теннису среди неслышащих спортсменов в одиночном и смешанном разрядах (2016 г.).
- 2-кратная чемпионка Чемпионата Европы по теннису среди неслышащих спортсменов в одиночном и смешанном разрядах (2016 г.).
- «Первая Ракетка» в России в одиночном, парном и смешанном разрядах, спорт глухих (теннис) с 2016 года по н.в.
- «Первая Ракетка» в Мире в одиночном и смешанном разрядах, спорт глухих (теннис), 2019, 2020 и 2021 гг.
- Чемпионка XXIII Летних Сурдлимпийских игр (Самсун, Турция), в смешанном разряде (спорт глухих) по большому теннису. (2017 г.)
- Серебренный призер XXIII Летних Сурдлимпийских игр (Самсун, Турция), в одиночном разряде (спорт глухих) по большому теннису. (2017 г.)
- Бронзовый призер командного Чемпионата Мира по большому теннису среди женских команд (спорт глухих). (2018 г.)
- Бронзовый призёр в одиночном разряде Чемпионата Мира по теннису среди глухих (2019 г.).
- Абсолютный чемпион всемирных Летних игр Сурдлимпийцев "Мы вместе. Спорт" (спорт глухих) по большому теннису в одиночном, парном и смешанном разрядах (2023 г.).
- 3-кратная чемпионка во всех разрядах и призёр Кубка России по теннису среди глухих (2012 г., 2024 г.)[9]

## Место тренировок
- Адлерская теннисная академия, г. Сочи, Россия (2009-2016);
- Частные корты, г. Сочи, Россия (2017)
- Академия тенниса имени Н.Н. Озерова, г. Рязань, Россия (2018-2019);
- Частные корты, г. Гагра и Пицунда, Абхазия (2020- по н.в.)
- Детская академия тенниса "Гринвич», г. Екатеринбург, Россия (2025- по н.в.)

## Книги и статьи
1. Автор научной статьи «Типология информационных поводов: анализ газеты "Спорт-Экспресс"» (2023 г.)[10]
2. Автор научно-популярной статьи «Опыт реализации социально значимого проекта по популяризации русского жестового языка «Всё в наших руках» в Сочи». Журнал «Hi-Hume journal» (2024 г.)[11]
3. Автор словаря-справочника по русскому жестовому языку «Всё в наших руках» (2024 г.)[12]

## Образование
- 2009–2018 гг.: Окончила начальную школу и основное общее образование (9 классов) в средней общеобразовательной школе № 49 имени Н.И. Кондратенко [13]
- 2018–2022 гг.: Получила среднее профессиональное образование по направлению «Физическая культура и спорт» (тренер/педагог) в Сочинском институте (филиал) Российского университета дружбы народов имени Патриса Лумумбы.[14]
- 2022–2026 гг.: Получает высшее образование (бакалавриат) по направлению «Журналистика» в Сочинском институте (филиал) Российского университета дружбы народов имени Патриса Лумумбы[15]
- 2023–2024 гг.: Прошла курс «Проектно-грантовая школа» в Сочинском институте РУДН. Разработала авторский социальный проект «Всё в наших руках | Русский жестовый язык». Получил две грантовые поддержки и был успешно реализован на территории города-курорта Сочи[16]
- Планы: В 2026 году окончить высшее образование и поступить в Российский Международный Олимпийский Университет (РМОУ)[17] по направлению «Мастер Спортивного администрирования».

## Общественная деятельность
- 2017 г. — после Сурдлимпийских игр открыла авторскую новогодней благотворительной акции «Мечты должны сбываться» (с 2017 г. по н. в.). Финансирует и исполняет мечты детей с ОВЗ из личных призовых средств, полученных за победы на всероссийских и международных соревнованиях[18]. По данным на 2025 год насчитывается более 10 благополучателей.
- В 2018 г. — передала личные вещи в Музей спортивной славы Сочи: первую детскую ракетку, победную теннисную форму (красно-белая, размер S), медаль члена сурдлимпийской сборной России (10x10 см), сертификат победителя[19]
- С 2023 - 2025 гг. — руководитель авторского социального проекта «Всё в наших руках | Русский жестовый язык»[20][21]
- в 2024 г. — впервые победила в муниципальном грантовом конкурсе молодёжных проектов «Сочиняй смыслы»[22]
- С 2024 по 2025 гг.  — член Молодёжного совета при главе города Сочи[23]
- В 2024 г. — стала дарителем во всероссийской акции «Ёлка желаний» («Движение Первых»). Исполнила новогодние желания братьев Читановых (Кирилла, 7 лет и Вадима, 5 лет).
- В 2024 г. — стала победителем в муниципальном именной премии главы города Сочи "Равные среди равных" в номинации "Инициатива". (г. Сочи).
- В 2024 г. — основательница и руководитель муниципального клуба русского жестового языка «Всё в наших руках» (на базе Сочинского института РУДН)[24]. Цель клуба - инклюзия, просвещение и расширение кругозора.
- В 2025 г. — победила в муниципального конкурса «Лучший студент года города Сочи — 2025» в номинации «Гран-при». Награду вручила заместитель главы города-курорта Сочи Е.М. Канюк[25]
- В 2025 г. — победила в конкурсе проектных предложений молодёжного инициативного бюджетирования «Развивай смыслы»[26]

## Партнерство и сотрудничество
- Head - ракетки и сумки. (2016-2019 гг.)
- Bidi badu - экипировка и аксессуары. (2016 г.)
- Saletennis - магазин теннисных товаров. (2017-2023 гг.)
- Tennis Life - российский теннисный бренд. (2025 г. - по н. в.)
- 7/6 - российский бренд (2025 г. - по н. в.)